# Тряпичный союз
«Тряпичный союз» — российская подростково-молодёжная комедия-драма 2015 года, дебютный полнометражный фильм режиссёра и автора сценария Михаила Местецкого. Хулиганская история про нескольких молодых людей, уехавших на дачу задаваться важными экзистенциальными вопросами.
На фестивале Кинотавр-2015 приз за лучшую мужскую роль впервые в истории (если не считать фильма "Правда о щелпах" в 2003 году) получила группа актёров — исполнители главных ролей в фильме Александр Паль, Василий Буткевич, Иван Янковский, Павел Чинарёв. На Берлинском кинофестивале 2016 фильм был представлен в программе Generation 14 plus. Слоган фильма: «Толкаем одно — падает другое».
В 2017 году телеканал HBO выкупил права на показ фильма на HBO Central.

## Сюжет
Обычный московский парень Ваня после окончания школы пошёл работать «живой рекламой» памятников-надгробий. На кладбище он знакомится с тремя энергичными парнями — то ли секцией, то ли сектой, называющей себя «Тряпичный союз». Ваня просит принять его на их тренировки, и они поселяются на месяц на Ваниной даче.

## В ролях
- Василий Буткевич — Ваня
- Александр Паль — Попов
- Иван Янковский — Андрей
- Павел Чинарёв — Пётр
- Анастасия Пронина — Саша
- Фёдор Лавров — Сальников
- Владислав Ветров — Дядя Петра, доктор

## Награды и номинации
| Награды и номинации (приведено в хронологической последовательности) | Награды и номинации (приведено в хронологической последовательности)                    | Награды и номинации (приведено в хронологической последовательности)                   | Награды и номинации (приведено в хронологической последовательности) | Награды и номинации (приведено в хронологической последовательности) | Награды и номинации (приведено в хронологической последовательности) |
| Церемония                                                            | Награда                                                                                 | Категория                                                                              | Номинант                                                             | Результат                                                            | Ссылка                                                               |
| -------------------------------------------------------------------- | --------------------------------------------------------------------------------------- | -------------------------------------------------------------------------------------- | -------------------------------------------------------------------- | -------------------------------------------------------------------- | -------------------------------------------------------------------- |
| 14 июня 2015                                                         | Кинотавр                                                                                | Главный приз                                                                           |                                                                      | Номинация                                                            | [ 6 ]                                                                |
| 14 июня 2015                                                         | Кинотавр                                                                                | Лучшая мужская роль                                                                    | Мужской актёрский ансамбль                                           | Победа                                                               | [ 6 ]                                                                |
| 28 августа 2015                                                      | Сахалинский международный кинофестиваль «Край света»                                    | Главный приз                                                                           |                                                                      | Номинация                                                            | [ 13 ]                                                               |
| 28 августа 2015                                                      | Сахалинский международный кинофестиваль «Край света»                                    | Лучшая режиссёрская работа                                                             | Михаил Местецкий                                                     | Победа                                                               | [ 13 ]                                                               |
| 28 августа 2015                                                      | Сахалинский международный кинофестиваль «Край света»                                    | Лучшая мужская роль                                                                    | Мужской актёрский ансамбль                                           | Победа                                                               | [ 13 ]                                                               |
| 28 августа 2015                                                      | Сахалинский международный кинофестиваль «Край света»                                    | Приз почетного президента фестиваля Аллы Суриковой                                     |                                                                      | Победа                                                               | [ 13 ]                                                               |
| 21 февраля 2016                                                      | Берлинский кинофестиваль                                                                | Хрустальный медведь — лучший художественный фильм конкурса для юношества Поколение 14+ |                                                                      | Номинация                                                            | [ 9 ]                                                                |
| 1 марта 2016                                                         | Международный фестиваль кинематографических дебютов «Дух огня»                          | Приз президента кинофестиваля Сергея Соловьева «Цветы Таёжной надежды»                 |                                                                      | Победа                                                               | [ 14 ]                                                               |
| 23 марта 2016                                                        | Слово (премия)                                                                          | Лучший сценарный дебют в полнометражном фильме                                         | Михаил Местецкий                                                     | Победа                                                               | [ 15 ]                                                               |
| 25 марта 2016                                                        | Премия Гильдии киноведов и кинокритиков России «Белый Слон»                             | Лучший фильм-дебют                                                                     |                                                                      | Номинация                                                            | [ 16 ]                                                               |
| 28 мая 2016                                                          | Чебоксарский международный кинофестиваль                                                | Гран-при за лучший игровой фильм                                                       |                                                                      | Победа                                                               | [ 17 ]                                                               |
| 3 июня 2016                                                          | Международный фестиваль детских и юношеских фильмов в Злине                             | Приз международного профессионального жюри за лучший европейский дебют                 |                                                                      | Победа                                                               | [ 18 ] [ 19 ]                                                        |
| 27 сентября 2016                                                     | Уральский открытый фестиваль российского кино                                           | Приз за лучшую режиссуру                                                               | Михаил Местецкий                                                     | Победа                                                               | [ 20 ] [ 21 ]                                                        |
| 28 сентября 2016                                                     | Премия журнала «Сноб» «Сделано в России»                                                | Лучший фильм года                                                                      |                                                                      | Победа                                                               | [ 22 ]                                                               |
| 4 октября 2016                                                       | Премия Ассоциации независимых киножурналистов при Союзе кинематографистов РФ «Резонанс» | Лучший фильм                                                                           |                                                                      | Номинация                                                            | [ 23 ] [ 24 ]                                                        |
| 4 октября 2016                                                       | Премия Ассоциации независимых киножурналистов при Союзе кинематографистов РФ «Резонанс» | Лучший дебют                                                                           |                                                                      | Победа                                                               | [ 23 ] [ 24 ]                                                        |
| 26 ноября 2016                                                       | Фестиваль российского кино в Онфлёре                                                    | Гран-при                                                                               |                                                                      | Победа                                                               | [ 25 ] [ 26 ]                                                        |

## Рецензии
- Елена Дорогавцева. «Тряпичный союз» Михаила Местецкого. Свобода целеполагания // Знамя. — 2018. — № 6.
- Антон Долин. Валять дурака. «Тряпичный союз» Михаила Местецкого // Оттенки русского. Очерки отечественного кино. — Litres, 2017-12-07. — С. 316. — 603 с. — ISBN 9785040933136.